# Caunette-sur-Lauquet
Pour les articles homonymes, voir Lauquet (homonymie).
Caunette-sur-Lauquet  est une commune française, située dans le centre du département de l'Aude en région Occitanie.
Sur le plan historique et culturel, la commune fait partie du massif des Corbières, un chaos calcaire formant la transition entre le Massif central et les Pyrénées. Exposée à un climat océanique altéré, elle est drainée par le Lauquet et par deux autres cours d'eau. La commune possède un patrimoine naturel remarquable : deux sites Natura 2000 (les « hautes Corbières » et la « vallée de l'Orbieu ») et une zone naturelle d'intérêt écologique, faunistique et floristique.
Caunette-sur-Lauquet est une commune rurale qui compte 11 habitants en 2022, après avoir connu un pic de population de 102 habitants en 1793. Elle est la commune la moins peuplée de l'Aude. Ses habitants sont appelés les Caunettois ou  Caunettoises.

## Géographie

### Localisation
Caunette-sur-Lauquet est située dans le massif des Corbières, près des sources du Lauquet.

### Communes limitrophes
Caunette-sur-Lauquet est limitrophe de six autres communes.
| Saint-Hilaire (sur 100 m) | Clermont-sur-Lauquet |          |
| Belcastel-et-Buc          | Caunette-sur-Lauquet | Lairière |
|                           | Villardebelle        | Bouisse  |

### Géologie et relief
La superficie de la commune de Caunette-sur-Lauquet est de 497 hectares ; son altitude varie de 400  à   799 mètres.
Caunette-sur-Lauquet se situe en zone de sismicité 2 (sismicité faible).

### Voies de communication et transports
Accès avec la route départementale D 40.

### Hydrographie
La commune est dans la région hydrographique « Côtiers méditerranéens », au sein du bassin hydrographique Rhône-Méditerranée-Corse. Elle est drainée par le Lauquet, le ruisseau Coumo Escuro et le ruisseau de Titounes, qui constituent un réseau hydrographique de 6 km de longueur totale,.
Le Lauquet, d'une longueur totale de 36,3 km, prend sa source dans la commune de Bouisse et s'écoule vers le nord. Il traverse la commune et se jette dans l'Aude à Couffoulens, après avoir traversé 10 communes.

### Climat
Pour des articles plus généraux, voir Climat de l'Occitanie et Climat de l'Aude.
En 2010, le climat de la commune est de type climat océanique altéré, selon une étude s'appuyant sur une série de données couvrant la période 1971-2000. En 2020, Météo-France publie une typologie des climats de la France métropolitaine dans laquelle la commune est dans une zone de transition entre le climat océanique altéré et le climat méditerranéen et est dans une zone de transition entre les régions climatiques « Aquitaine, Gascogne » et « Pyrénées orientales ».
Pour la période 1971-2000, la température annuelle moyenne est de 12,5 °C, avec une amplitude thermique annuelle de 15,3 °C. Le cumul annuel moyen de précipitations est de 936 mm, avec 9,9 jours de précipitations en janvier et 4,9 jours en juillet. Pour la période 1991-2020, la température moyenne annuelle observée sur la station météorologique la plus proche, située sur la commune d'Arquettes-en-Val à 11 km à vol d'oiseau, est de 14,3 °C et le cumul annuel moyen de précipitations est de 820,2 mm,. Pour l'avenir, les paramètres climatiques de la commune estimés pour 2050 selon différents scénarios d’émission de gaz à effet de serre sont consultables sur un site dédié publié par Météo-France en novembre 2022.

### Milieux naturels et biodiversité

#### Réseau Natura 2000

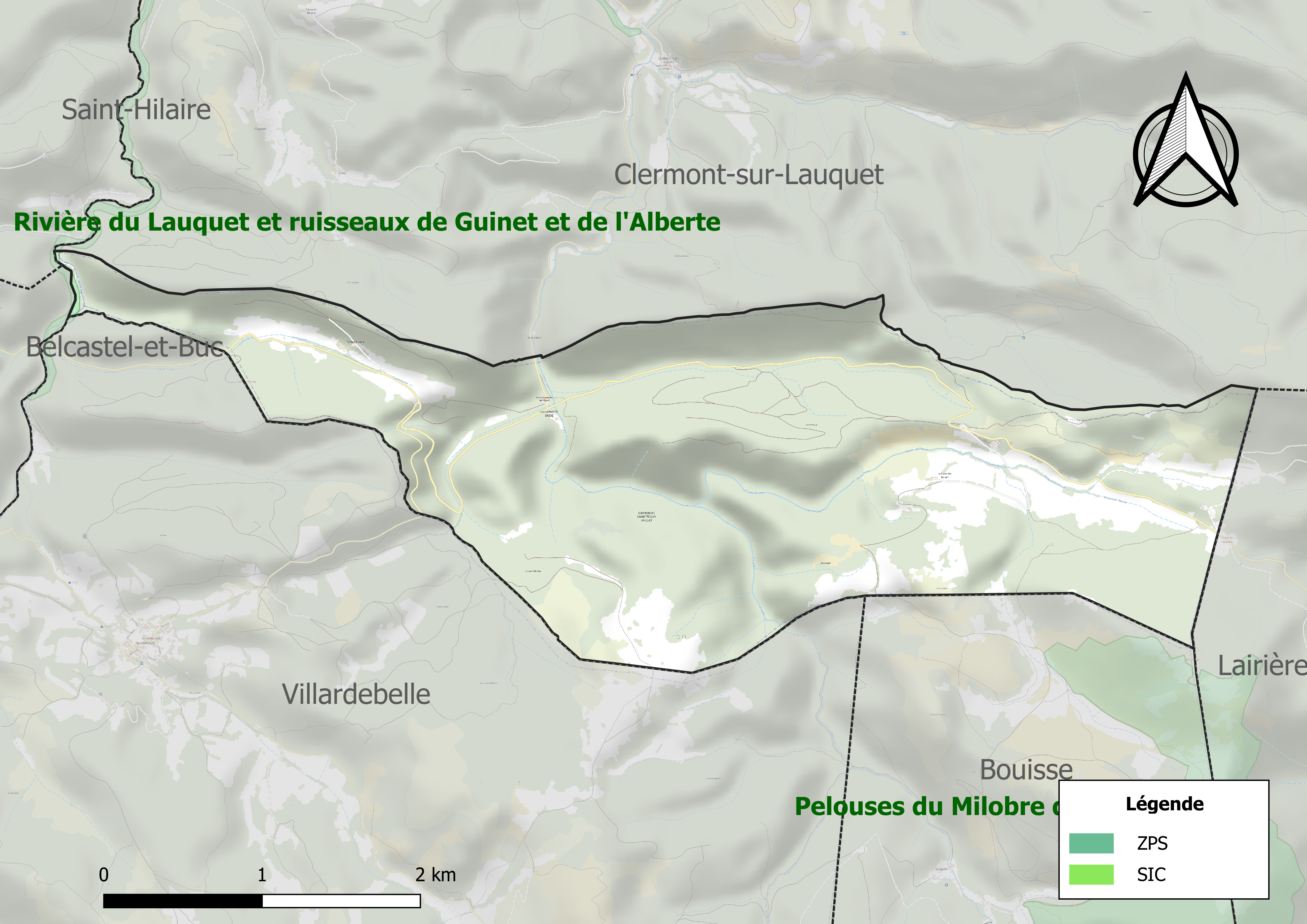
Site Natura 2000 sur le territoire communal.

Le réseau Natura 2000 est un réseau écologique européen de sites naturels d'intérêt écologique élaboré à partir des directives habitats et oiseaux, constitué de zones spéciales de conservation (ZSC) et de zones de protection spéciale (ZPS). Un site Natura 2000 a été défini sur la commune au titre de la directive habitats :
- la « vallée de l'Orbieu », d'une superficie de 17 765 ha, servant d'habitat, entre autres, pour le Barbeau méridional et du Desman des Pyrénées en limite nord de répartition[16]

et un au titre de la directive oiseaux : 
- les « hautes Corbières », d'une superficie de 28 398 ha, accueillant une avifaune riche et diversifiée : rapaces tels que les Busards, l'Aigle Royal, le Circaète Jean-le-Blanc, qui trouvent sur place des conditions favorables à la nidification et à leur alimentation du fait de l'importance des milieux ouverts[17].

#### Zones naturelles d'intérêt écologique, faunistique et floristique

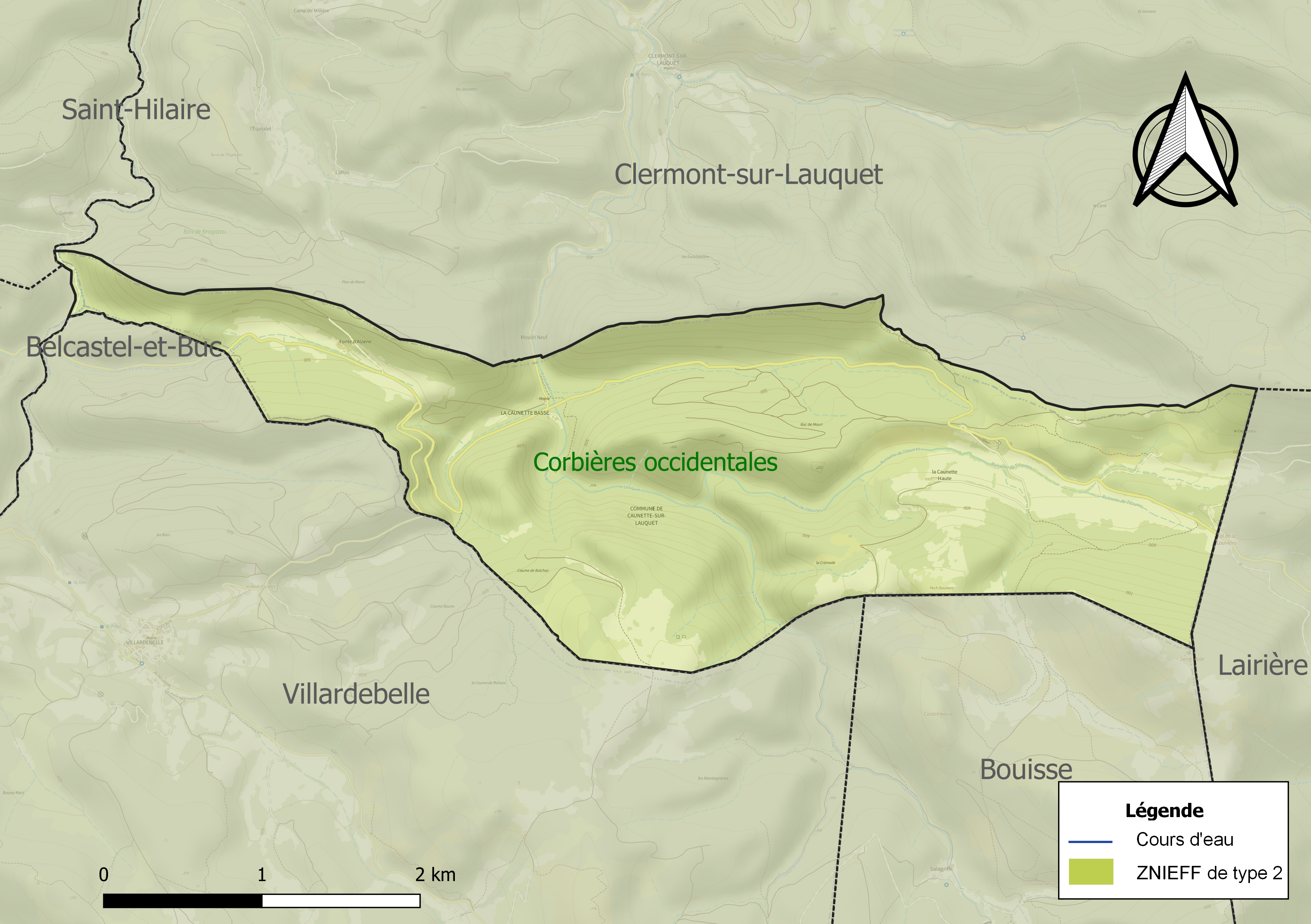
Carte de la ZNIEFF de type 2 localisée sur la commune.

L’inventaire des zones naturelles d'intérêt écologique, faunistique et floristique (ZNIEFF) a pour objectif de réaliser une couverture des zones les plus intéressantes sur le plan écologique, essentiellement dans la perspective d’améliorer la connaissance du patrimoine naturel national et de fournir aux différents décideurs un outil d’aide à la prise en compte de l’environnement dans l’aménagement du territoire.
Une ZNIEFF de type 2 est recensée sur la commune :
les « Corbières occidentales » (59 005 ha), couvrant 66 communes du département.

## Urbanisme

### Typologie
Au 1er janvier 2024, Caunette-sur-Lauquet est catégorisée commune rurale à habitat très dispersé, selon la nouvelle grille communale de densité à 7 niveaux définie par l'Insee en 2022.
Elle est située hors unité urbaine et hors attraction des villes,.

### Occupation des sols
L'occupation des sols de la commune, telle qu'elle ressort de la base de données européenne d’occupation biophysique des sols Corine Land Cover (CLC), est marquée par l'importance des forêts et milieux semi-naturels (84,8 % en 2018), en augmentation par rapport à 1990 (76,5 %). La répartition détaillée en 2018 est la suivante :  forêts (76,5 %), prairies (15,2 %), milieux à végétation arbustive et/ou herbacée (8,3 %). L'évolution de l’occupation des sols de la commune et de ses infrastructures peut être observée sur les différentes représentations cartographiques du territoire : la carte de Cassini (XVIIIe siècle), la carte d'état-major (1820-1866) et les cartes ou photos aériennes de l'IGN pour la période actuelle (1950 à aujourd'hui).

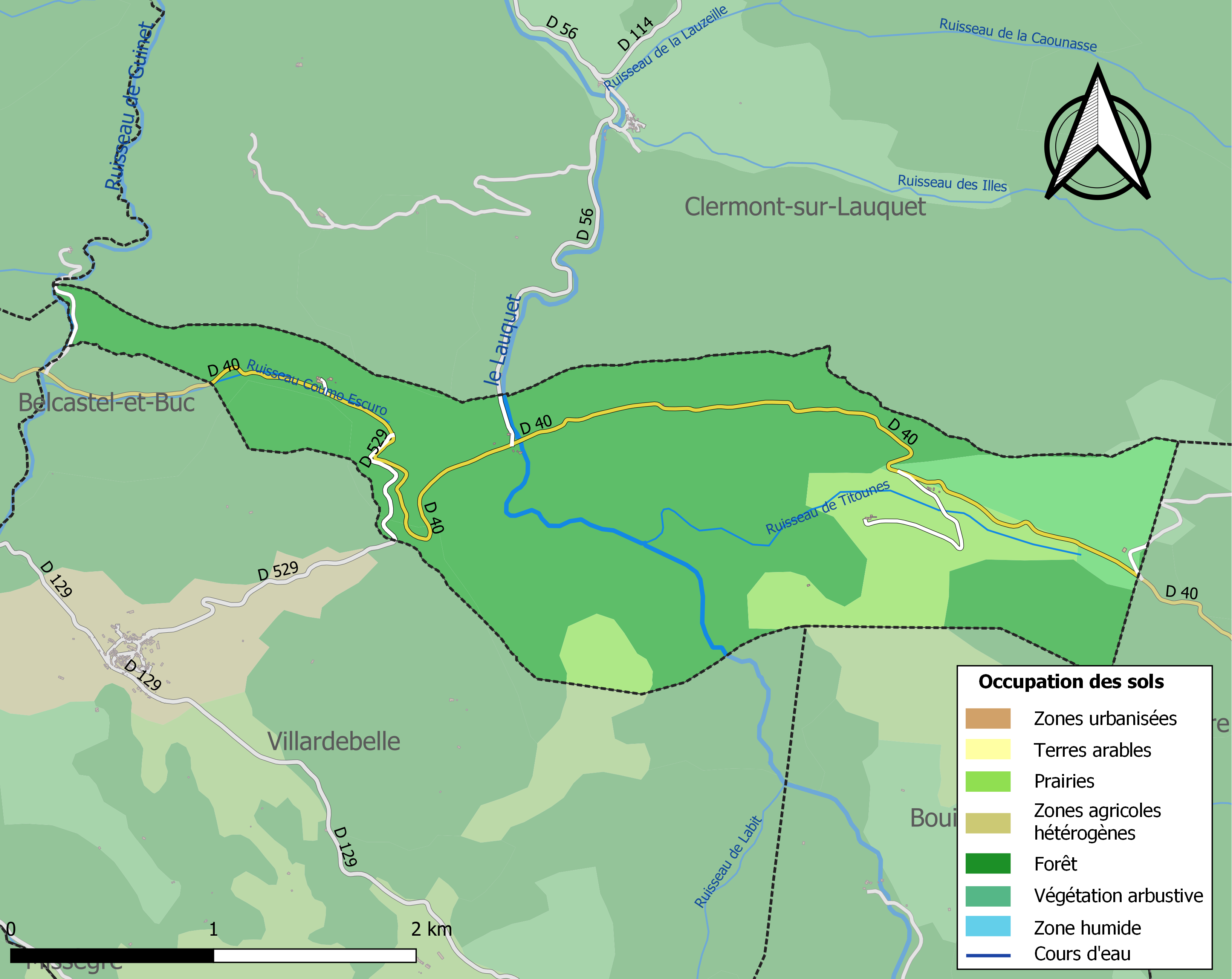
Carte des infrastructures et de l'occupation des sols de la commune en 2018 (CLC).

### Risques majeurs
Le territoire de la commune de Caunette-sur-Lauquet est vulnérable à différents aléas naturels : météorologiques (tempête, orage, neige, grand froid, canicule ou sécheresse), inondations, feux de forêts et séisme (sismicité faible). Un site publié par le BRGM permet d'évaluer simplement et rapidement les risques d'un bien localisé soit par son adresse soit par le numéro de sa parcelle.
Certaines parties du territoire communal sont susceptibles d’être affectées par le risque d’inondation par débordement de cours d'eau, notamment le Lauquet. La commune a été reconnue en état de catastrophe naturelle au titre des dommages causés par les inondations et coulées de boue survenues en 1982, 1992, 1999, 2009 et 2018,.

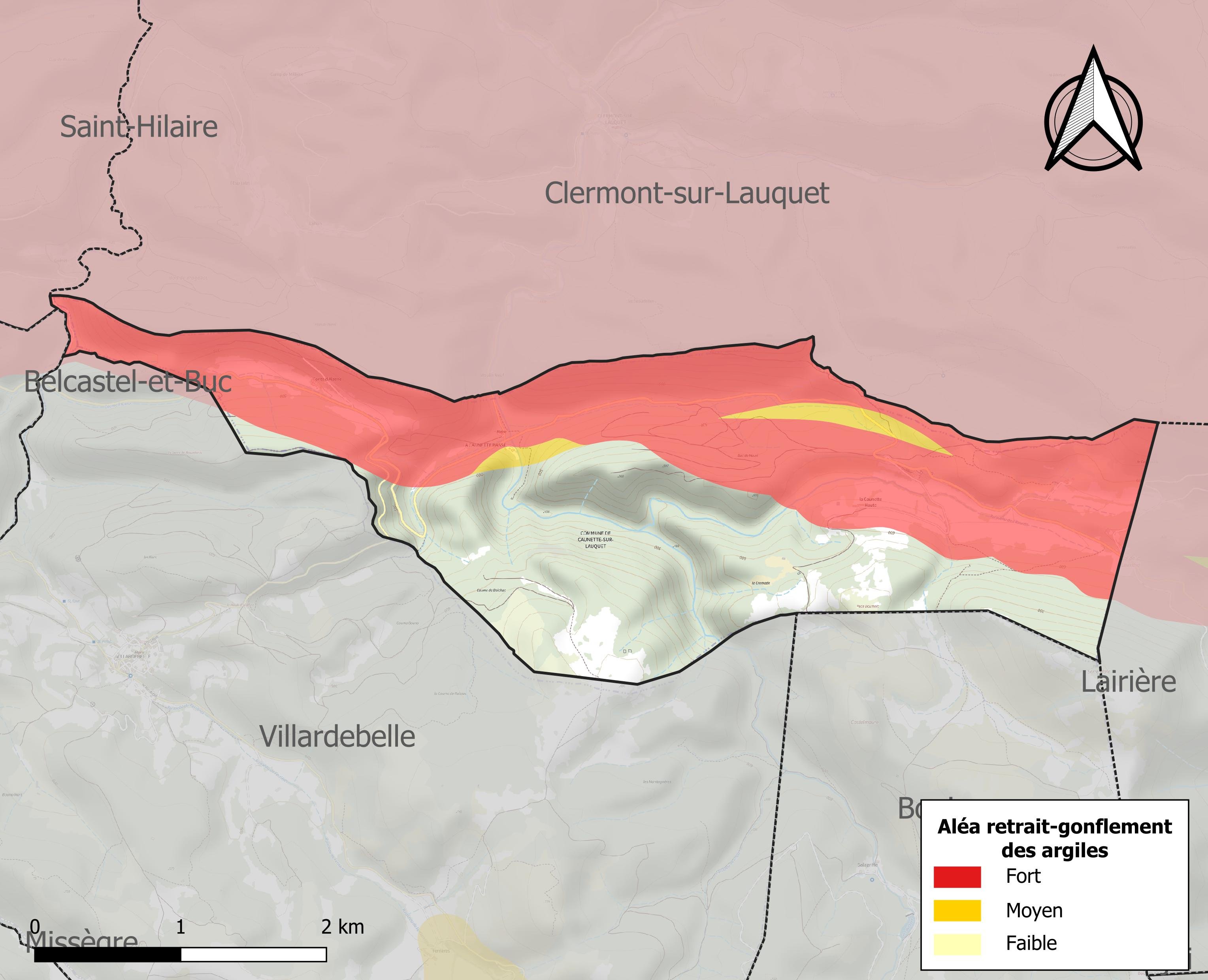
Carte des zones d'aléa retrait-gonflement des sols argileux de Caunette-sur-Lauquet.

Le retrait-gonflement des sols argileux est susceptible d'engendrer des dommages importants aux bâtiments en cas d’alternance de périodes de sécheresse et de pluie. 53,2 % de la superficie communale est en aléa moyen ou fort (75,2 % au niveau départemental et 48,5 % au niveau national). Sur les 7 bâtiments dénombrés sur la commune en 2019, 7 sont en aléa moyen ou fort, soit 100 %, à comparer aux 94 % au niveau départemental et 54 % au niveau national. Une cartographie de l'exposition du territoire national au retrait gonflement des sols argileux est disponible sur le site du BRGM,.

## Politique et administration

### Découpage territorial
La commune de Caunette-sur-Lauquet est membre de la communauté de communes du Limouxin, un établissement public de coopération intercommunale (EPCI) à fiscalité propre créé le 2 décembre 2016 dont le siège est à Limoux. Ce dernier est par ailleurs membre d'autres groupements intercommunaux.
Sur le plan administratif, elle est rattachée à l'arrondissement de Limoux, au département de l'Aude, en tant que circonscription administrative de l'État, et à la région Occitanie.
Sur le plan électoral, elle dépend du canton de la Région-Limouxine pour l'élection des conseillers départementaux, depuis le redécoupage cantonal de 2014 entré en vigueur en 2015, et de la troisième circonscription de l'Aude  pour les élections législatives, depuis le redécoupage électoral de 1986.

### Liste des maires
| Période      | Période  | Identité           | Étiquette | Qualité |
| ------------ | -------- | ------------------ | --------- | ------- |
| mai 2001     | 2008     | Guy Barbaza        | PCF       |         |
| juillet 2008 | En cours | Marie-Pierre Gayda |           |         |

## Population et société

### Démographie
L'évolution du nombre d'habitants est connue à travers les recensements de la population effectués dans la commune depuis 1793. Pour les communes de moins de 10 000 habitants, une enquête de recensement portant sur toute la population est réalisée tous les cinq ans, les populations de référence des années intermédiaires étant quant à elles estimées par interpolation ou extrapolation. Pour la commune, le premier recensement exhaustif entrant dans le cadre du nouveau dispositif a été réalisé en 2005.

En 2022, la commune comptait 11 habitants, en évolution de +175 % par rapport à 2016 (Aude : +2,65 %, France hors Mayotte : +2,11 %).
| 1793 | 1800 | 1806 | 1821 | 1831 | 1836 | 1841 | 1846 | 1851 |
| ---- | ---- | ---- | ---- | ---- | ---- | ---- | ---- | ---- |
| 102  | 85   | 87   | 94   | 77   | 87   | 87   | 84   | 69   |

| 1856 | 1861 | 1866 | 1872 | 1876 | 1881 | 1886 | 1891 | 1896 |
| ---- | ---- | ---- | ---- | ---- | ---- | ---- | ---- | ---- |
| 75   | 82   | 77   | 50   | 68   | 52   | 55   | 60   | 67   |

| 1901 | 1906 | 1911 | 1921 | 1926 | 1931 | 1936 | 1946 | 1954 |
| ---- | ---- | ---- | ---- | ---- | ---- | ---- | ---- | ---- |
| 37   | 35   | 51   | 31   | 31   | 31   | 31   | 36   | 24   |

| 1962 | 1968 | 1975 | 1982 | 1990 | 1999 | 2005 | 2006 | 2010 |
| ---- | ---- | ---- | ---- | ---- | ---- | ---- | ---- | ---- |
| 13   | 12   | 12   | 7    | -    | 4    | 5    | 5    | 7    |

| 2015 | 2020 | 2022 | - | - | - | - | - | - |
| ---- | ---- | ---- | - | - | - | - | - | - |
| 4    | 10   | 11   | - | - | - | - | - | - |

| selon la population municipale des années : | 1968 | 1975 | 1982 | 1990 | 1999 | 2006 | 2009 | 2013 |
| Rang de la commune dans le département      | 435  |      | 423  |      | 434  | 438  | 438  | 437  |
| Nombre de communes du département           | 439  | 436  | 435  | 437  | 438  | 438  | 438  | 438  |

Avec seulement quatre habitants permanents en 2017, Caunette-sur-Lauquet est la commune la moins peuplée de l'Aude, et l'une des moins peuplées de France.

## Économie

### Emploi
| Division       | 2008   | 2013   | 2018   |
| -------------- | ------ | ------ | ------ |
| Commune        | 42,9 % | 25 %   | 0 %    |
| Département    | 10,2 % | 12,8 % | 12,6 % |
| France entière | 8,3 %  | 10 %   | 10 %   |

En 2018, la population âgée de 15 à 64 ans s'élève à 4 personnes, parmi lesquelles on compte 85,7 % d'actifs (85,7 % ayant un emploi et 0 % de chômeurs) et 14,3 % d'inactifs,. En  2018, le taux de chômage communal (au sens du recensement) des 15-64 ans est inférieur à celui de la France et du département, alors qu'en 2008 la situation était inverse.
La commune est hors attraction des villes,. Elle compte 3 emplois en 2018, contre 3 en 2013 et 2 en 2008. Le nombre d'actifs ayant un emploi résidant dans la commune est de 4, soit un indicateur de concentration d'emploi de 77,8 % et un taux d'activité parmi les 15 ans ou plus de 75 %.
Sur ces 4 actifs de 15 ans ou plus ayant un emploi, 2 travaillent dans la commune, soit 50 % des habitants. Pour se rendre au travail, 50 % des habitants utilisent un véhicule personnel ou de fonction à quatre roues et 50 % n'ont pas besoin de transport (travail au domicile).

### Activités hors agriculture

#### Secteurs d'activités
Deux établissements seulement relevant d’une activité hors champ de l’agriculture sont implantés  à Caunette-sur-Lauquet au 31 décembre 2019.

#### Entreprises
L'économie de la commune est essentiellement basée sur l'élevage.

### Agriculture
|                                   | 1988 | 2000 | 2010 |
| --------------------------------- | ---- | ---- | ---- |
| Exploitations                     | 1    | 1    | 1    |
| Superficie agricole utilisée (ha) | 80   | 145  | 193  |

La commune fait partie de la petite région agricole dénommée « Pays de Sault ». En 2010, l'orientation technico-économique de l'agriculture  sur la commune est l'élevage de bovins pour la viande. Une seule  exploitation agricole ayant son siège dans la commune est recensée lors du recensement agricole de 2010 (un en 1988). La superficie agricole utilisée est de 193 ha.

### Enseignement
Caunette-sur-Lauquet fait partie de l'académie de Montpellier.

### Activités sportives
Randonnée pédestre, chasse, pêche.

## Culture locale et patrimoine

### Lieux et monuments
- Chapelle Notre-Dame de la Caunette Basse.

### Héraldique
| Blason de Caunette-sur-Lauquet | Blason  | De sable à l'anille d'or, à la bordure crénelée d'argent. |
| Blason de Caunette-sur-Lauquet | Détails |                                                           |